# 王齡嬌
王齡嬌（1966年2月20日—），臺灣高雄市人，中華民國政治人物、前中國國民黨黨員。曾任第六、七屆高雄市議員，國際青年商會中華民國總會前總會長、世界青商前副主席，曾任救國團團友會會長、傷殘服務協會會長、新移民女性關懷協會會長。2019年6月在高雄市第一選舉區國民黨立委初選中勝出，參選2020年立委
，但最終敗給尋求連任的邱議瑩，得票率創下單一選區兩票制施行以來，國民黨在該選區最低之紀錄，僅獲三成餘，黯然落敗。2022年9月因違紀參選市議員遭撤銷黨籍，也未當選。

## 學歷
- 北京大學行政管理博士
- 檀香山大學企管碩士
- 國立中山大學公共政策碩士
- 文藻語專（現文藻外語大學）

## 選舉

### 2020年立法委員選舉
| 1        | 晏揚清   | 台灣工黨      | 704票    | 0.43%                         |                               |
| 2        | 王齡嬌   | 中國國民黨    | 55,373票 | 33.82%                        |                               |
| 3        | 邱議瑩   | 民主進步黨    | 91,561票 | 55.92%                        | 當選                          |
| 4        | 黃綉晶   | 親民黨        | 5,443票  | 3.32%                         |                               |
| 5        | 羅鼎城   | 臺灣民眾黨    | 10,661票 | 6.51%                         |                               |
| 選舉日期 | 選舉日期 | 2020年1月11日 | 選舉人數 | 222,799人                     | 222,799人                     |
| 投票率   | 投票率   | 74.83%        | 投票人數 | 有效：163,742人 無效：2,989人 | 有效：163,742人 無效：2,989人 |

## 外部連結
- 王齡嬌的Facebook專頁